# .срб
（DNS名稱為".xn--90a3ac"）是塞爾維亞的西里爾字母的國際化國家及地區頂級域。
而塞爾維亞的傳統國家及地區頂級域是.rs。